# Thymus caespititius
Thymus caespititius là một loài thực vật có hoa trong họ Hoa môi. Loài này được Brot. miêu tả khoa học đầu tiên năm 1804.